# Valerio Onida
Valerio Onida (né le 30 mars 1936 à Milan et mort dans la même ville le 14 mai 2022) est une personnalité italienne, professeur de droit constitutionnel à l'université de Milan et ancien membre de la Cour constitutionnelle, dont il a été le président de 2004 à 2005.

## Biographie
Valerio Onida est né à Milan le 30 mars 1936.
En 1958, il est diplômé en droit de l'université de Milan où par la suite il a enseigné le droit constitutionnel (1983 à 2009). En 1996 il a été élu par le Parlement juge de la Cour constitutionnelle de la République italienne dont il a été président du 22 septembre 2004 au 30 janvier 2005.
Le 30 mars 2013, Giorgio Napolitano le nomme dans un comité de quatre sages (avec Mario Mauro, Luciano Violante et Gaetano Quagliariello) chargés d'émettre des propositions en matière d'organisation politique en attendant qu'un nouveau gouvernement soit formé à l'issue des élections générales italiennes de 2013.
Valerio Onida est le président de la Fondazione per le scienze religiose Giovanni XXIII, dite « école de Bologne ».
La ministre de la justice, Marta Cartabia, a  obtenu son diplôme avec lui en 1987.
En 2010, il s'est présentée aux élections municipales de Milan, qui devaient avoir lieu au printemps 2011. L'alliance des gauches ayant organisé une primaire, il a été battu par l'avocat et ancien député Giuliano Pisapia.
Valerio Onida est mort à Milan le 14 mai 2022 à l'âge de 86 ans.